# Mała Słońca
Mała Słońca [ˈmawa ˈswɔɲt͡sa] (deutsch Klein Schlanz) ist ein Dorf der Stadt-und-Land-Gemeinde Subkowy im Powiat Tczewski (Dirschau) der Woiwodschaft Pommern, Polen. Es hat (2011) 274 Einwohner.

## Geographische Lage
Mała Słońca liegt etwa 4 km östlich von Subkowy, 13 km südöstlich von Tczew und 43 km südlich der Regionalhauptstadt Danzig. Das Dorf befindet sich in der ethnokulturellen Region Kociewie in der historischen Region Pommerellen. 300 m östlich des Dorfes fließt die Weichsel.

## Geschichte

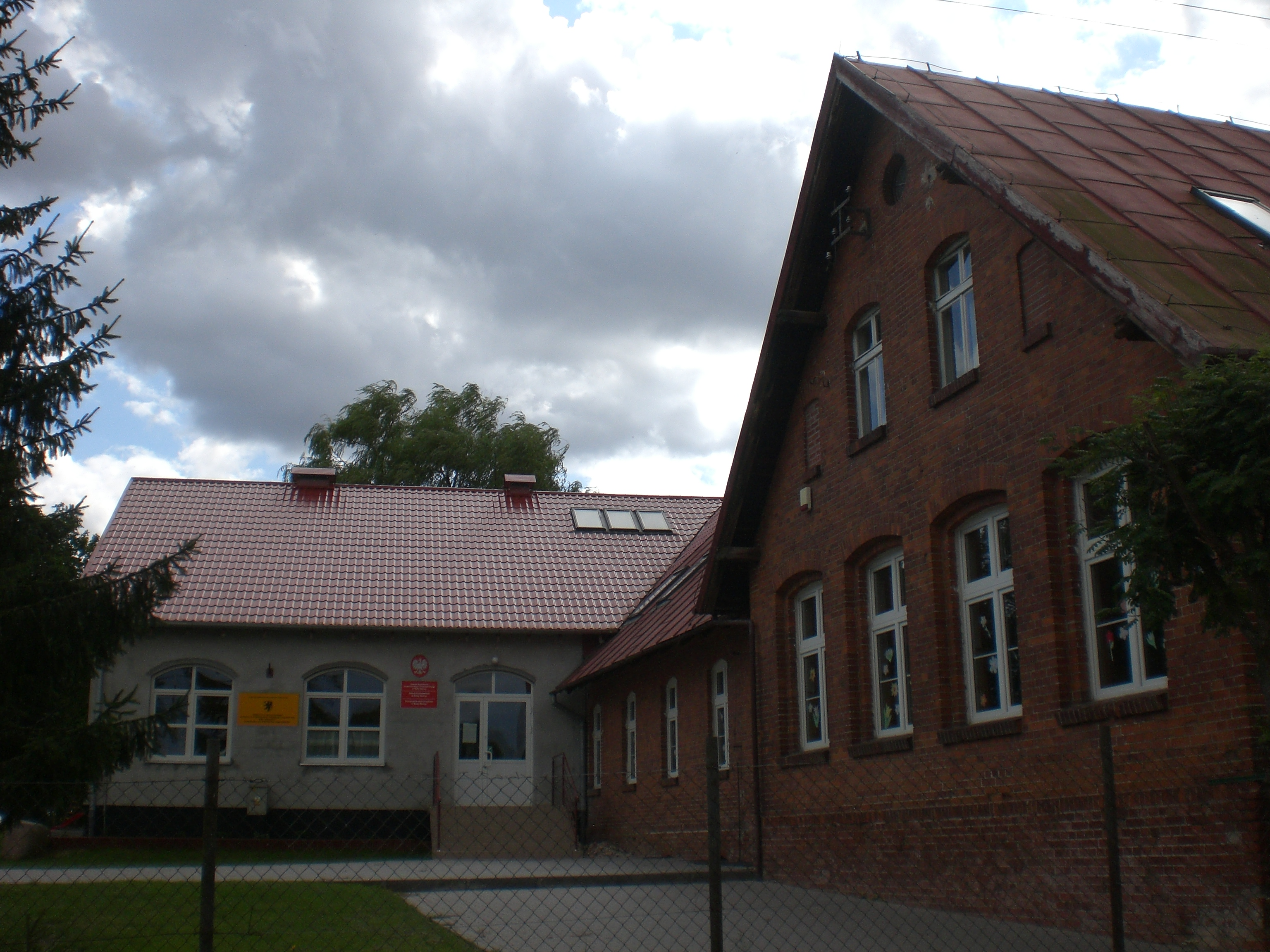
Schule in Mała Słońca, 2009

Mała Słońca/Klein Schlanz war ein königliches Dorf der polnischen Krone, das heute administrativ im Landkreis Tczew in der Woiwodschaft Pommern liegt.
1229 erhielt das Kloster Oliva das Mewer Land als Schenkung von Herzog Sambor II., und in diesem Zusammenhang wurde die Stadt Mewe erstmals erwähnt. Theodor Hirsch, Max Toeppen und Ernst Strehlke werteten die das Kloster betreffenden Urkunden aus:
Mit Urkunde vom 18. November 1292, ausgestellt in Schwetz, bestätigte Herzog Mestwin II. dem Kloster Oliva die Dörfer Raikau, Rathstube, Bresnow, Osterwiek und Schönwarling.
1309 gelangte Pommerellen in den Besitz des Deutschen Ordens und somit zum Deutschordensstaat Preußen, der das Gebiet 1466 als Königliches Preußen an die Krone Polens abtreten musste. Von der Reformation blieb dieser Teil Pommerellens weitgehend unbeeinflusst, lediglich einige Mennoniten siedelten ab dem 17. Jahrhundert in der Gegend, sie verließen aber Westpreußen zwischen 1772 und 1870 wieder.
1772 kam Klein Schlanz vom Königlichen Preußen zum Königreich Preußen.
Im Neuen topographisch-statistisch-geographischen Wörterbuch des Preußischen Staats wurde Klein Schlanz 1823 neben Groß Schlanz (Wielka Słońca) als königliches Dorf im Amt Subkau und Kirchspiel Subkau mit 82 Seelen (Groß Schlanz mit 117 Seelen) angegeben. Als nahegelegene Poststationen wurden sowohl Mewe als auch Dirschau genannt.
Im Jahr 1836 wurden die Eheleute Derda und Simon Kwiatkowski aus Klein Schlanz aktenkundig:

„Die zum Nachlasse der Jacob Derdaschen Eheleute gehörige Eigenkathe in Klein Schlanz mit circa 1 Morgen Land geschätzt auf 40 Rthlr. und die zum Nachlasse des Simon Kwiatkowski gehörige Eigenkathe in Klein Schlanz mit circa 1 Morgen Land, geschätzt auf 40 Rthlr. zufolge der nebst Hypothekenscheine und Bedingungen in der Registratur einzusehenden Taxe, soll den 14. Juny 1836 Vormittags um 11 Uhr an ordentlicher Gerichtsstelle subhastirt werden.

Alle unbekannten Real-Prätendenten beider Grundstücke werden aufgeboten, sich bei Vermeidung der Präclusion spätestens in diesem Termin zu melden.

Dirschau, den 15. Februar 1836.

Königl. Land- und Stadt-Gericht.“

Mit Wirkung vom 1. Oktober 1887 erfolgte die Eingliederung des Amtsbezirke Gerdin (Gorzędziej), Rathstube, Schlanz, Subkau und Watzmiers (Waćmierz) aus dem Kreis Preußisch Stargard in den neuen Kreis Dirschau.
1905 hatte Klein Schlanz 434 Einwohner.
In Meyers Orts- und Verkehrslexikon des Deutschen Reiches 1912/13 wurde Klein Schlanz als Landgut links der Weichsel, zum Standesamt Schlanz gehörig, angegeben. 408 Einwohner wurden gezählt, als vorkommende Gewerbe wurden Brennereien und Molkereien angeführt. Hinzugerechnet wurden das Vorwerk Gartzerweide mit 37 und der Abbau Schleuse Mösland [= Międzyłęż] mit 9 Einwohnern.
Nach dem Ersten Weltkrieg wurde der Amtsbezirk Subkau und damit auch der Gutsbezirk Mała Słońca/Klein Schlanz im Januar 1920 als Teil des so genannten Polnischen Korridors an Polen abgetreten.
In den Jahren 1975 bis 1998 gehörte Mała Słońca zur Woiwodschaft Danzig.

## Persönlichkeiten
- Moritz Uphagen (1834–1890), Rittergutsbesitzer auf Klein Schlanz (gebürtig aus Danzig)
- Danuta Karsten (* 1963 in Mała Słońca), polnische Zeichnerin, Bildhauerin und Installationskünstlerin